# Pierre Tartakowsky
Pour les articles homonymes, voir Tartakowsky.
Pierre Tartakowsky, né à Paris en 1952, est le président de la Ligue française pour la défense des droits de l'homme et du citoyen de 2011 à 2015.

## Biographie
Journaliste, rédacteur en chef du journal de l'UGICT-CGT Options, il représente cette organisation syndicale, de 1998 à 2003, au sein du conseil d'administration d'ATTAC, dont il est le secrétaire général. 
Il préside la LDH du 13 juin 2011 à mai 2015.
Il est également auteur de plusieurs essais et romans.

## Œuvre

### Romans
- Marie-Claire à double tour, Folies d'Encre, 2003
- Chaudes Larmes, Folies d'Encre, 2004
- Mise en pièces, Folies d'Encre, 2005

### Essais
- L'Usine avant l'heure : élèves du technique en stages, Collection E 3 . Expériences, témoignages, 1981
- Les Intérimeurs, Messidor, 1985
- Jeunes, syndicat, rencontres, Messidor, 1987
- Mabassa, le nègre effacé, La Dispute, 1988
- La Prison : enquête sur l'Administration pénitentiaire, Payot & Rivages, 1995

## Sources
- Tout sur ATTAC 2002, Éditions Mille et une nuits, 2002